# Мурадов, Худик
Худик (Худук) Мурадов (туркм. Худүк Мырадов; 1921—1987) — советский хозяйственный, государственный и политический деятель, Герой Социалистического Труда.

## Биография
Родился в 1921 году. Член ВКП(б) с 1947 года.
С 1939 года — на хозяйственной, общественной и политической работе. В 1939—1987 гг. — учётчик колхоза, участник Великой Отечественной войны, участковый агроном, главный агроном машинно-тракторной станции, заместитель председателя колхоза, а с 1961 года — председатель колхоза имени Куйбышева Тахтинского района Ташаузской области Туркменской ССР.
Указом Президиума Верховного Совета СССР от 16 марта 1965 года присвоено звание Героя Социалистического Труда с вручением ордена Ленина и золотой медали «Серп и Молот».
Избирался депутатом Верховного Совета Туркменской ССР 7-го и 8-го созывов, Верховного Совета СССР 9-го, 10-го и 11-го созывов.